# جواد أحمد
جواد أحمد (بالأردوية: جواد احمد؛ بالإنجليزية: Jawad Ahmad) هو مهندس وملحن باكستاني، ولد في 29 سبتمبر 1970 في لاهور في باكستان.

## وصلات خارجية
- الموقع الرسمي
- جواد أحمد على موقع IMDb (الإنجليزية)
- جواد أحمد على موقع ميوزك برينز (الإنجليزية)
- جواد أحمد على موقع قاعدة بيانات الفيلم (الإنجليزية)